# Notatnik Google
Notatnik Google (znany wcześniej pod angielską nazwą Google Notebook) – usługa firmy Google mającą na celu uporządkowanie i zorganizowanie notatek użytkownika dodawanych na bieżąco, podczas przeglądania sieci. Pozwala na ręczne zapisywanie notatek tekstowych, wklejanie fragmentów stron (wraz ze zdjęciami) czy linków do nich. Zapisywane na serwerach notatki dostępne są za pomocą konta Google oraz mogą być upubliczniane innym użytkownikom.
Współdzielenie notatników z innymi użytkownikami może polegać na możliwości oglądania treści przez wszystkich, udostępnienie ich jedynie wybranym użytkownikom bądź stworzenie wspólnego notatnika dla grupy. Domyślnie jednak notatnik jest widoczny tylko dla jego autora.
Dla ułatwienia pracy z Google Notebook stworzono wtyczki do przeglądarek internetowych (obecnie dla Mozilla Firefox oraz Internet Explorer). Wtyczki te pozwalają na dodawanie nowych treści do notatnika np. poprzez zaznaczenie tekstu i wybór odpowiedniej pozycji w menu kontekstowym.
Notatki można dowolnie formatować oraz dodawać notatki wewnętrzne (didaskalia). Segregacja i przenoszenie notatek odbywa się dzięki technologii AJAX.
Pierwsza wzmianka o produkcie została ogłoszona 10 maja 2006, a oficjalną wersję uruchomiono 5 dni później – 15 maja 2006.
29 marca 2007 usługa wyszła z fazy beta, stała się dostępna w kilku nowych językach (m.in. polskim), a jej wygląd i funkcjonalność została ulepszona.
Usługa Notatnik Google została zamknięta w lipcu 2012 roku.